# Multiplikativ (kasus)
Multiplikativ är ett grammatiskt kasus som anger antal ("tre gånger").
Kasuset förekommer i ungerska, exempelvis nyolc (åtta), nyolcszor  (åtta gånger).
Kasuset förekommer också i finska som adverbialis (adverbbildande kasus). Multiplikativ av ett grundtal (kardinaltal) anger antal åtgärder, exempelvis viisi (fem) → viidesti (fem gånger). Multiplikativ av ett adverb avser medelvärdet av handlingen. Det finns även multiplikativ av ett litet antal substantiv: leikki (spela) → leikisti (skojar bara, inte riktigt). Dessutom fungerar kasuset som en intensifierare vid multiplikativ av en svordom: piru → pirusti.